# Carlo Della Valle
Carlo Della Valle (Alba, Piamonte, 12 de marzo de 1962) es un exjugador de baloncesto italiano que actuaba en la posición de base. Disputó 18 temporadas como profesional. Es considerado un jugador emblemático del Auxilium Pallacanestro Torino. Representó a Italia a nivel juvenil y absoluto. Es padre de Amedeo Della Valle.

## Trayectoria

### Clubes
| Club                          | País   | Año         |
| ----------------------------- | ------ | ----------- |
| Auxilium Pallacanestro Torino | Italia | 1976 - 1981 |
| Pielle Livorno                | Italia | 1981 - 1982 |
| Pallacanestro Vigevano        | Italia | 1982 - 1983 |
| Auxilium Pallacanestro Torino | Italia | 1983 - 1987 |
| Virtus Roma                   | Italia | 1987 - 1989 |
| Auxilium Pallacanestro Torino | Italia | 1989 - 1993 |
| Olimpia Pistoia               | Italia | 1993 - 1994 |

## Selección nacional
Della Valle representó a Italia en el Torneo Albert Schweitzer de 1979 y el Eurobasket Junior de 1980.
Con la selección absoluta jugó entre 1985 y 1989, llegando a disputar el Torneo Preolímpico Europeo de 1988.